# Franciszek Ziółkowski (podoficer)
Franciszek Ziółkowski (ur. 2 października 1893 w Mlewie, zm. 23 września 1920 w Dywinie) – żołnierz armii niemieckiej, sierżant Wojska Polskiego w II Rzeczypospolitej, kawaler Orderu Virtuti Militari.

## Życiorys
Urodził się 2 października 1893 w Mlewie, w rodzinie Stanisława i Marii z Orłowiczów. Absolwent szkoły ludowej. W czasie pobierania nauki brał udział w strajku szkolnym. Po zakończeniu edukacji pracował w cegielni.
W 1913 wcielony do niemieckiego 16 pułku piechoty i w jego szeregach walczył na frontach I wojny światowej.
W lipcu 1919 ochotniczo wstąpił do odrodzonego Wojska Polskiego i otrzymał przydział do 64 Grudziądzkiego pułku piechoty. Walczył na froncie polsko-bolszewickim. Podczas walk odwrotowych nad Dnieprem, na czele swego plutonu pod Nachowem wydostał się z okrążenia, ratując także 2 i 3 kompanię. Za bohaterstwo w walce odznaczony został Krzyżem Srebrnym Orderu Virtuti Militari. Od 1 sierpnia do 1 września 1920 dowodził 3. kompanią I batalionu. Poległ 23 września 1920 pod Dywinem.

## Ordery i odznaczenia
- Krzyż Srebrny Orderu Virtuti Militari nr 1058 – pośmiertnie 19 lutego 1921[7][8]
- Krzyż Żelazny II klasy[2]